# Regine Felden
Regine Felden (* 20. November 1942 als Regine Anna Maria Feldhütter in München; † 27. April 1980 in Wien), auch Regine Felden-Hatheyer, war eine deutsch-österreichische Schauspielerin.

## Leben und Karriere
Regine Felden kam als Tochter des Rundfunkredakteurs und Dramaturgen Wilfrid Feldhütter (1904–2000) und dessen Ehefrau, der Schauspielerin Heidemarie Hatheyer zur Welt. Sie hatte eine ältere Schwester namens Veronika. Nachdem sie an der Seite ihrer Mutter in zwei Filmen mitgewirkt hatte, 1957 spielte sie deren Tochter in Glücksritter, beschloss sie, ebenfalls Schauspielerin zu werden. Sie nahm in Berlin privaten Schauspielunterricht und wurde zu Beginn der 1960er Jahre von Karl-Heinz Stroux an das Düsseldorfer Schauspielhaus geholt. Später wechselte sie nach Graz und schließlich an das Volkstheater Wien. Daneben wirkte Felden in den 1960er und 1970er Jahren in einigen Fernsehfilmen mit. Ihre letzte Rolle hatte sie in dem Fernseh-Mehrteiler Die Alpensaga.
1979 wurde bei Felden Krebs diagnostiziert. Ein Jahr später erlag sie im Krankenhaus Lainz ihrem Leiden. Felden, die kurzzeitig verheiratet war und aus dieser Ehe den Nachnamen Hummer trug, hatte eine Tochter namens Verena, die aus einer unehelichen Beziehung stammte.

## Filmografie
- 1957: Glücksritter
- 1961: Ruf der Wildgänse
- 1963: Medea (Fernsehfilm)
- 1969: Zu ebener Erde und erster Stock (Fernsehfilm)
- 1969: Glaube, Liebe, Hoffnung (Fernsehfilm)
- 1969: Peripherie (Fernsehfilm)
- 1971: König Johann (Fernsehfilm)
- 1971: Das Konzert (Fernsehfilm)
- 1975: Bis zur bitteren Neige
- 1975: Rest des Lebens – Die Herausforderung (Fernsehfilm)
- 1980: Alpensaga (Fernsehserie)

## Theater
- 1963: Endspurt – Ein biographisches Abenteuer, Schauspielhaus Düsseldorf
- 1964/65: Die begnadete Angst nach Georges Bernanos, Schauspielhaus Düsseldorf
- 1966: Der starke Stamm, Komödie nach Marieluise Fleißer, Schaubühne am Halleschen Ufer
- 1970/71: Fräulein Julie
- 1975: Gespenster von Wolfgang Bauer, Schauspielhaus Graz
- 1978: Die Freier nach Joseph von Eichendorff, Theatersommer Carnuntum

## Auszeichnungen
- 1969/70: Karl-Skraup-Preis, Bester Nachwuchs/Nebenrolle